# Квалификације за Европско првенство у фудбалу 2020 — група Х
Група Х квалификација за Европско првенство у фудбалу 2020. састојала се од шест репрезентација: Француска, Исланд, Турска, Албанија, Молдавија и Андора.
Репрезентације Француске и Турске су као првопласиране и другопласиране репрезентације избориле директан пласман на првенство, док захваљујући ранг листи УЕФА Лиге нације 2018/19. у бараж је отишла репрезентација Исланда.

## Табела
| Легенда |
| --- |
| Репрезентације које се квалификују у првом кругу                                                                                                 |
| Репрезентација која иде у бараж захваљујући учинку у Лиги нација 2018/19. након што нису завршили на првом или другом месту табеле у првом кругу |

| Табела групе Х | Табела групе Х | Табела групе Х | Табела групе Х | Табела групе Х | Табела групе Х | Табела групе Х | Табела групе Х | Табела групе Х | Табела групе Х |  |           |        |        |          |        |           |  | Домаћи | Домаћи | Домаћи | Домаћи | Домаћи | Домаћи | Домаћи | Гости | Гости | Гости | Гости | Гости | Гости | Гости |
|                | Репрезентација | И              | Д              | Н              | И              | ДГ             | ПГ             | ГР             | Бод.           |  | Француска | Турска | Исланд | Албанија | Андора | Молдавија |  | И      | Д      | Н      | И      | ДГ     | ПГ     | Бод.   | И     | Д     | Н     | И     | ДГ    | ПГ    | Бод.  |
| 1.             | Француска      | 10             | 8              | 1              | 1              | 25             | 6              | +19            | 25             |  | -         | 1:1    | 4:0    | 4:1      | 3:0    | 2:1       |  | 5      | 4      | 1      | 0      | 14     | 3      | 13     | 5     | 4     | 0     | 1     | 11    | 3     | 12    |
| 2.             | Турска         | 10             | 7              | 2              | 1              | 18             | 3              | +15            | 23             |  | 2:0       | -      | 0:0    | 1:0      | 1:0    | 4:0       |  | 5      | 4      | 1      | 0      | 8      | 0      | 13     | 5     | 3     | 1     | 1     | 10    | 3     | 10    |
| 3.             | Исланд         | 10             | 6              | 1              | 3              | 14             | 11             | +3             | 19             |  | 0:1       | 2:1    | -      | 1:0      | 2:0    | 3:0       |  | 5      | 4      | 0      | 1      | 8      | 2      | 12     | 5     | 2     | 1     | 2     | 6     | 9     | 7     |
| 4.             | Албанија       | 10             | 4              | 1              | 5              | 16             | 14             | +2             | 13             |  | 0:2       | 0:2    | 4:2    | -        | 2:2    | 2:0       |  | 5      | 2      | 1      | 2      | 8      | 8      | 7      | 5     | 2     | 0     | 3     | 8     | 6     | 6     |
| 5.             | Андора         | 10             | 1              | 1              | 8              | 3              | 20             | -17            | 4              |  | 0:4       | 0:2    | 0:2    | 0:3      | -      | 1:0       |  | 5      | 1      | 0      | 4      | 1      | 11     | 3      | 5     | 0     | 1     | 4     | 2     | 9     | 1     |
| 6.             | Молдавија      | 10             | 1              | 0              | 9              | 4              | 26             | -22            | 3              |  | 1:4       | 0:4    | 1:2    | 0:4      | 1:0    | -         |  | 5      | 1      | 0      | 4      | 3      | 14     | 3      | 5     | 0     | 0     | 5     | 1     | 12    | 0     |

## Резултати
| Албанија | 0:2    | Турска                      |
| -------- | ------ | --------------------------- |
|          | Детаљи | Јилмаз 21’ · Чалханоглу 55’ |

| Андора | 0:2    | Исланд                         |
| ------ | ------ | ------------------------------ |
|        | Детаљи | Бјарнасон 22’ · Кјартансон 80’ |

| Молдавија  | 1:4    | Француска                                      |
| ---------- | ------ | ---------------------------------------------- |
| Амброс 89’ | Детаљи | Гризман 24’ · Варан 27’ · Жиру 36’ · Мбапе 87’ |

| Турска                                    | 4:0    | Молдавија |
| ----------------------------------------- | ------ | --------- |
| Калдирим 24’ · Тосун 26’, 54’ · Ајхан 70’ | Детаљи |           |

| Андора | 0:3    | Албанија                              |
| ------ | ------ | ------------------------------------- |
|        | Детаљи | Садику 21’ · Балај 87’ · Абраши 90+6’ |

| Француска                                       | 4:0    | Исланд |
| ----------------------------------------------- | ------ | ------ |
| Умтити 12’ · Жиру 68’ · Мбапе 78’ · Гризман 84’ | Детаљи |        |

| Исланд         | 1:0    | Албанија |
| -------------- | ------ | -------- |
| Гудмундсон 22’ | Детаљи |          |

| Молдавија | 1:0    | Андора |
| --------- | ------ | ------ |
| Армаш 8’  | Детаљи |        |

| Турска                | 2:0    | Француска |
| --------------------- | ------ | --------- |
| Ајхан 30’ · Ундер 40’ | Детаљи |           |

| Албанија                      | 2:0    | Молдавија |
| ----------------------------- | ------ | --------- |
| Цикалеши 66’ · Рамадани 90+3’ | Детаљи |           |

| Андора | 0:4    | Француска                                          |
| ------ | ------ | -------------------------------------------------- |
|        | Детаљи | Мбапе 11’ · Бен Једер 30’ · Товен 45+1’ · Зума 60’ |

| Исланд             | 2:1    | Турска    |
| ------------------ | ------ | --------- |
| Сигурдсон 21’, 32’ | Детаљи | Токоз 40’ |

| Исланд                                        | 3:0    | Молдавија |
| --------------------------------------------- | ------ | --------- |
| Сигборсон 31’ · Бјарнасон 55’ · Бодварсон 77’ | Детаљи |           |

| Француска                            | 4:1    | Албанија            |
| ------------------------------------ | ------ | ------------------- |
| Коман 8’, 68’ · Жиру 27’ · Иконе 85’ | Детаљи | Цикаљеши 90’ (пен.) |

| Турска    | 1:0    | Андора |
| --------- | ------ | ------ |
| Туфан 89’ | Детаљи |        |

| Албанија                                          | 4:2    | Исланд                        |
| ------------------------------------------------- | ------ | ----------------------------- |
| Дермаку 32’ · Хисај 52’ · Роши 79’ · Цикаљеши 83’ | Детаљи | Сигурдсон 47’ · Сигборсон 58’ |

| Француска                                | 3:0    | Андора |
| ---------------------------------------- | ------ | ------ |
| Коман 18’ · Лангле 52’ · Бен Једер 90+1’ | Детаљи |        |

| Молдавија | 0:4    | Турска                                  |
| --------- | ------ | --------------------------------------- |
|           | Детаљи | Тосун 37’, 79’ · Туруч 57’ · Јазиџи 88’ |

| Андора    | 1:0    | Молдавија |
| --------- | ------ | --------- |
| Валес 63’ | Детаљи |           |

| Исланд | 0:1    | Француска       |
| ------ | ------ | --------------- |
|        | Детаљи | Жиру 66’ (пен.) |

| Турска    | 1:0    | Албанија |
| --------- | ------ | -------- |
| Тосун 90’ | Детаљи |          |

| Француска | 1:1    | Турска    |
| --------- | ------ | --------- |
| Жиру 76’  | Детаљи | Ајхан 82’ |

| Исланд                        | 2:0    | Андора |
| ----------------------------- | ------ | ------ |
| Сигурдсон 38’ · Сигборсон 65’ | Детаљи |        |

| Молдавија | 0:4    | Албанија                                        |
| --------- | ------ | ----------------------------------------------- |
|           | Детаљи | Цикалеши 22’ · Баре 34’ · Траши 40’ · Манај 90’ |

| Турска | 0:0    | Исланд |
| ------ | ------ | ------ |
|        | Детаљи |        |

| Албанија             | 2:2    | Андора            |
| -------------------- | ------ | ----------------- |
| Балај 6’ · Манај 55’ | Детаљи | Мартинез 18’, 48’ |

| Француска                   | 2:1    | Молдавија |
| --------------------------- | ------ | --------- |
| Варан 35’ · Жиру 79’ (пен.) | Детаљи | Раца 9’   |

| Албанија | 0:2    | Француска               |
| -------- | ------ | ----------------------- |
|          | Детаљи | Толисо 9’ · Гризман 30’ |

| Андора | 0:2    | Турска               |
| ------ | ------ | -------------------- |
|        | Детаљи | Унал 17’, 21’ (пен.) |

| Молдавија      | 1:2    | Исланд                        |
| -------------- | ------ | ----------------------------- |
| Милинчеану 56’ | Детаљи | Бјарнасон 17’ · Сигурдсон 65’ |

## Стрелци
6 голова
| - Оливије Жиру |

5 голова
| - Џенк Тосун |

4 гола
| - Сокољ Цикаљеши |

3 гола
| - Биркир Бјарнасон - Колбејн Сигтоурсон | - Кан Ајхан - Антоан Гризман | - Килијан Мбапе - Кингсле Коман |

2 гола
| - Кристијан Мартинез - Беким Балај - Реј Манај | - Гјилфи Сигурдсон - Рагнар Сигурдсон - Енес Унал | - Висам Бен Једер - Рафаел Варан |

1 гол
| - Марк Валес - Амир Абраши - Армандо Садику - Елсејд Хусај - Јибер Рамадани - Кастријот Дермаку - Кеиди Баре - Лоренц Траши - Одисе Роши - Арнор Сигурдсон - Видар Ерн Кјартансон | - Јоун Дади Бедварсон - Јохан Берг Гудмундсон - Вадим Раца - Владимир Амброс - Игор Армаш - Николае Милинчеану - Бурак Јилмаз - Дениз Туруч - Дорухан Токоз - Јусуф Јазичи | - Озан Туфан - Хакан Чалханоглу - Хасан Али Калдирим - Ченгиз Ундер - Клеман Лангле - Корентин Толисо - Курт Зума - Самуел Умтити - Флоријан Товен - Џонатан Иконе |